# Odontoglossum brandtii
Odontoglossum brandtii là một loài thực vật có hoa trong họ Lan. Loài này được Kraenzl. & Wittm. mô tả khoa học đầu tiên năm 1889.